# 집산주의
집산주의(영어: collectivism, 集産主義)는 주요 생산수단을 국유화하는 것을 이상적이라고 보는 정치 이론이다. 집산주의는 토지, 철도, 광산 등 수많은 자본들의 국유화를 주장하지만, 개별 소비의 통제 여부에 대해서는 각 이론가마다 그 주장이 다르기 때문에 공산주의와는 차이가 있으나, 공산주의 사상의 경제관과 겹치는 개념이다.

## 같이 보기
- 공산주의
- 사회주의